# Verjüngung (Biologie)
Als Verjüngung bezeichnet man in der Biologie die Erneuerung oder Fortpflanzung eines Lebewesens ohne vorhergegangene geschlechtliche Fortpflanzung. Unterschieden wird:
- Die Verjüngung durch Entwicklung von Knospen, Schößlingen (junge Sprosse), Trieben, Ranken etc., die in Verbindung mit dem Mutterstock bleiben (wie beim Neuergrünen der zwei- und mehrjährigen Pflanzen, dem Weitersprossen der Stockkorallen etc.) oder sich auch neu (wie Stecklinge) einwurzeln können. So z. B. biegen sich die Brombeerranken abwärts, dringen mit der Spitze in den Boden ein und schlagen dort Wurzel; ebenso biegt sich der nichtblühende Mittelzweig des dreiteiligen Stängels der Männertreu (Veronica chamaedrys) im Herbst zum Boden und erzeugt durch Einwurzelung eine neue Pflanze. Bei vielen tropischen Pflanzen, z. B. bei dem auf Bäumen keimenden heiligen Feigenbaum (Ficus religiosa), verjüngt sich der Stamm durch senkrecht herabsteigende Luftwurzeln, die zu ebenso vielen Stämmen und säulenförmigen Trägern des weit ausgebreiteten Laubdaches auswachsen. In anderen Fällen lösen sich die Knöspchen (Sporen, Knollen, Zwiebelchen) freiwillig von der Mutterpflanze ab und wurzeln selbständig im Boden, z. B. beim Scharbockskraut (Ranunculus ficaria).

- Die Verjüngung durch Selbstteilung bei nachheriger oder schon vorher begonnener Sprossung findet sich namentlich bei niederen Pflanzen und Tieren, z. B. bei den Arten des Süßwasserpolypen (Hydra), welche pflanzenartig Knospen bilden, die sich ablösen und selbständig leben, bei Hydroidpolypen, aus denen Medusen absprossen, bei Ringelwürmern, namentlich Naiden, die sich durch Sprossung verlängern und dann in zwei und mehr Individuen zerfallen, bei Seesternen und anderen Stachelhäutern, die sich selbständig in mehrere Stücke teilen und sich dann durch Neusprossung zu ebenso vielen vollständigen Individuen ergänzen.

- Unter Verjüngung versteht man auch Versuche, das Altern bzw. den Alterungsprozess des menschlichen Körpers aufzuhalten oder sogar umzukehren sowie geistig und seelisch gesund zu bleiben (siehe auch: Verjüngung (Altern), Lebensalter und Anti-Aging).